# Акылбаев, Жамбыл Саулебекович
Жамбул Саулебе́кович Акылба́ев (каз. Жамбыл Сәулебекұлы Ақылбаев; 27 июля 1938 — 30 ноября 2007, Караганда) — казахстанский и советский учёный.

## Биография
Происходит из подрода Керней рода Каракесек племени Аргын.
В 1960 году окончил среднюю школу в селе Аксу-Аюлы, в 1965 — физико-математический факультет Карагандинского государственного педагогического института по специальности «физика и общая техника», в 1968 — аспирантуру при Казахском государственном университете имени С.М. Кирова.
Работал в том же институте (с 1972 — Карагандинский университет) преподавателем, заведующим кафедрой, заместителем декана, деканом факультета физики, проректором по научной и учебной работе.
В 1986—1991 годах — ректор Гурьевского педагогического института. В этот период была значительно улучшена материальная база института: введены в эксплуатацию студенческая столовая «Курдастар» (1986), спортивный комплекс с бассейном (1988), студенческое общежитие на 400 мест (1988), 70-квартирный дом для сотрудников (1989); создан факультет физического воспитания (1988); начато строительство второго учебного корпуса (1989).
В 1991—2004 годах — ректор Карагандинского государственного университета. За этот период внедрена бально-рейтинговая система контроля учащихся, международный межвузовский обмен; университет был принят в Евразийскую ассоциацию университетов (1995), стал коллективным членом Международной академии наук высшей школы. Ж. С. Акылбаев с 1996 года являлся членом Международной ассоциации ректоров университетов.
В 2004—2007 годах — президент Карагандинского института актуального образования «Болашак».
В феврале 2005 года по его инициативе создан «Балхашский колледж актуального образования академика Ж. С. Акылбаева».
Был народным депутатом Верховного Совета Республики Казахстан, областного совета городов Караганда и Гурьев.
Скончался 30 ноября 2007 года, похоронен на мусульманском кладбище «Сокыр».

### Семья
Сыновья — Жанболат (р. 1961), Ерболат (р. 1962).
Дочери — Лира (р. 1965), Гульжан (р. 1973).

## Научная деятельность
Доктор технических наук, профессор. Академик Академии наук международной высшей школы.

## Награды
- медаль «За освоение целинных земель» (1957)
- нагрудный знак «За высокие достижения в области образования СССР» (1982)
- награда «За доблестный труд» Всесоюзного общества «Знание» (1983)
- медаль «Ветеран труда» (1985)
- медаль «Астана» (1998)
- медаль «Академика С. П. Капицы»[10]
- орден Парасат (1998)[10]
- медаль «За трудовые достижения» (2001) Высшей школы Международной академии наук
- медаль «10 лет независимости Республики Казахстан» (2002)
- медаль «За заслуги перед Высшей школой» (2002) Высшей школы Международной академии наук
- знак «Почётный работник образования Республики Казахстан» (2002)
- «Медаль имени академика П. Л. Капицы» Российской академии естествознания (2003)
- золотая медаль имени А.Байтурсынова Ассоциации высших учебных заведений «Лучший ректор 10-летия» (2004)
- медаль «10 лет Конституции Республики Казахстан» (2005)
- орден «Звезда славы» Монгольской Народной Республики (2006)
- Почётный гражданин города Караганда (1998)[5][11] и Шетского района[10].

## Память
В 2015 году в Карагандинской области прошла научно-практическая конференция «Біртуар тұлға тағылымы», посвящённая изучению и пропаганде научного наследия Ж. С. Акылбаева.
В 2015 году в библиотеке университета «Болашак» (Караганда) состоялась выставка «Свет созвездия талантов», посвящённая академику Ж. С. Акылбаеву.
Его именем названа школа в селе Аксу-Аюлы.